# Cotachena alysoni
Cotachena alysoni là một loài bướm đêm trong họ Crambidae.